# NGC 3314B
NGC 3314B је елиптична галаксија у сазвежђу Хидра која се налази на NGC листи објеката дубоког неба.
Деклинација објекта је - 27° 39' 27" а ректасцензија 10h 37m 9,6s. Привидна величина (магнитуда) објекта NGC 3314 износи 14,3 а фотографска магнитуда 15,3.